# Jigonhsasee

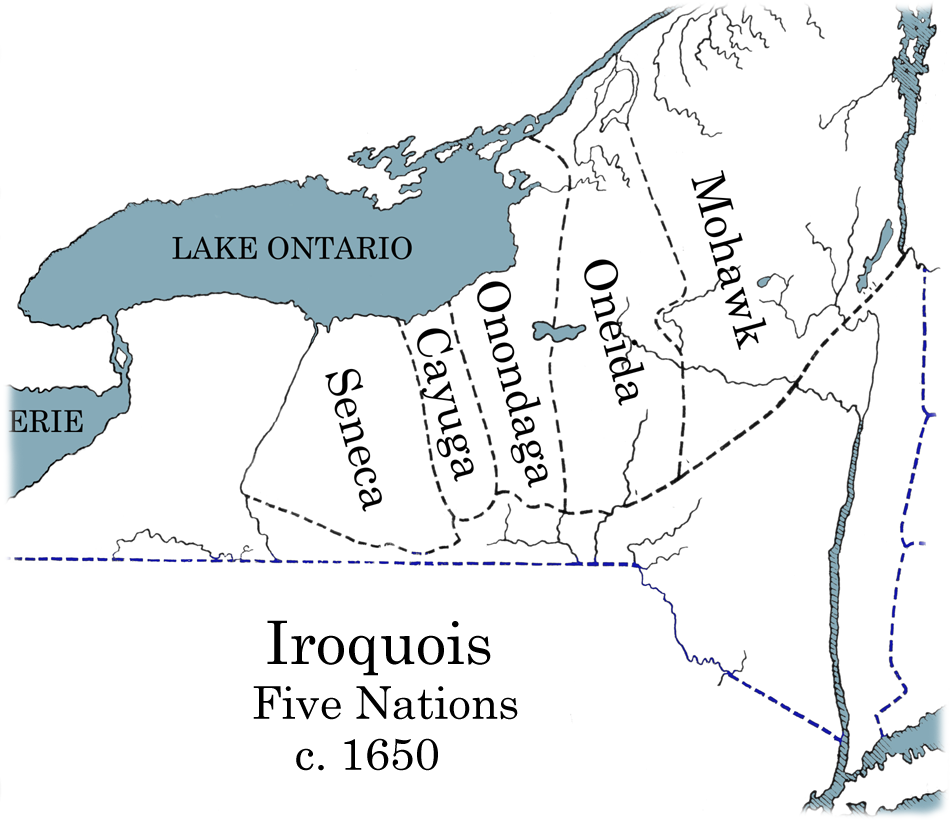
Mapa de las tribus iroquesas en 1650.

Jigonhsasee, también conocida como Jikonsase o Jikonhsaseh, fue una poderosa mujer iroquesa. Frecuentemente es conocida como «Madre de las Naciones» según indica el profesor emérito de la Universidad de California en Santa Cruz, John Brown Childs. También ha sido llamada «Gran Pacificadora» por la escritora Jean Houston. Ella, junto con Hiawatha, Dekanawidah y Tadadaho crearon la Confederación Iroquesa.
Jigonhsasee significaría «ella vive en el camino a la guerra», pero según la interpretación de su leyenda, Jacon Needleman afirma que significa «nueva cara» porque «su semblanza era la manifestación de una Nueva Mente» de la que «van a nacer Nuevas Naciones».
Según la leyenda, el hogar de Jigonhsasee se encontraba en un camino entre diversas aldeas y los campos de batalla usuales, así, su hogar se convirtió en un sitio donde los guerreros de muchas facciones iban a comer, ganando ella la suficiente influencia entre ellos para resolver muchos conflictos. Deganawidah fue a su hogar y le hablo de su visión de una confederación que diera paz a los pueblos en guerra. Debido a sus relaciones con varias tribus, Deganawidah le dio a ella la misión de elegir a los hombres que se sentarían en la reunión de paz.
Cuentan las historias iroquesas que Hiawatha era un gran orador y jefe de la tribu onondaga. En su época, cuando una persona moría su familia debía matar a un miembro de otra tribu, produciendo guerra endémica interminable. Él estaba cansado de esa costumbre y trató de convencer a su pueblo de buscar la paz, pero su rival Tadadaho, un brujo maldito que tenía la capacidad de espiar y matar a distancias enormes, asesinó a su mujer y sus dos hijas, una por cada vez que Hiawatha intentó convencer a su tribu. Este último, en lugar de buscar venganza se marchó con los mohawk y conoció a Dekanawidah, un hurón que compartía sus ideas.
Según se decía, la abuela de Dekanawidah había abandonado su villa con su hija para vivir en paz. En el bosque la muchacha quedó encinta sin intervención de varón y así nació Dekanawidah. La abuela tuvo una visión del Creador anunciando que su nieto pondría fin a las terribles guerras pero también significaría el final de su pueblo. Por eso, la abuela intentó asesinarlo en numerosas ocasiones pero él tenía una protección sobrenatural. Dekanawidah decidió marcharse y nunca volvió a ver a su familia. En su camino él se encontró con Jigonhsasee, a quien convenció de hablar de paz con los guerreros que buscaban su hospitalidad. Poco después, Dekanawidah llegó con los mohawk, fue adoptado por la tribu por su sabiduría. Finalmente, Hiawatha y Dekanawidah hablaron ante los mohawk y los convencieron de buscar la paz. Tras este éxito, ambos viajaron con los oneida y demoraron un año en convencer a sus jefes de unirse al proyecto. Después fueron con los onondaga, pero Tadadaho se negó y tuvieron que ir con los cayuga, que se sumaron a la naciente Confederación. Nuevamente intentaron convencer a Tadadaho pero fracasaron.
Según las tradiciones orales, Dekanawidah consiguió convencer a los oneida, cayuga y mohawk de unirse pacíficamente a la Confederación, acabando con una guerra que según él ponía en riesgo la supervivencia de todos. Como los seneca se mostraban reticentes, una delegación de embajadores se presentó ante el consejo de esa tribu cantando un himno que los hizo cambiar de parecer. Sólo quedaban los onondaga, pero estos estaban dominados por Tadadaho, quien se negaba a recibir a los enviados. Hiawatha y Dekanawidah debieron pedir ayuda a Jigonhsasee, quien les dio unas hierbas que usaron para limpiar al maldecido Tadadaho y gracias a eso lo convencieron de unirse a la Confederación.